# Birnir
Birnir Sigurðarson, noto semplicemente come Birnir (28 aprile 1996), è un rapper islandese.

## Biografia
Cresciuto a Kópavogur, è salito alla ribalta nel 2017 attraverso la sua partecipazione come artista ospite alla hit Joey Cypher di Joey Christ, che è stato il 6º singolo più venduto in Islanda nel corso del 2017 con 9 949 unità (equivalenti a 994 960 stream) e che ha trionfato all'Íslensku tónlistarverðlaunin, il principale riconoscimento musicale nazionale, nella categoria di canzone dell'anno – rap/hip hop. Nel medesimo anno ha inciso i brani Ekki switcha e Já ég veit, che anch'essi hanno riscosso successo poiché sono stati riprodotti su Spotify almeno 514 819 volte ciascuno fra gli utenti islandesi, e ha ottenuto due ulteriori candidature all'ÍSTÓN.
L'anno successivo è stato messo in commercio l'album in studio di debutto del rapper Matador per mezzo dell'etichetta Les Frères Stefson, parte della divisione islandese della Sony Music, che ha fatto il proprio ingresso direttamente in vetta alla Tónlistinn e che è stato uno dei dischi più consumati a livello nazionale per tre anni consecutivi, totalizzando 3 362 unità e venendo certificato platino dalla Félag Hljómplötuframleiðenda. La popolarità riscontrata dall'album gli ha fruttato due candidature nell'ambito dell'Íslensku tónlistarverðlaunin del 2019.
Nel 2021 ha conquistato la sua prima numero uno nella hit parade dei singoli grazie a Spurningar, una collaborazione con Páll Óskar. La hit è contenuta nel secondo disco Bushido, numero uno nella Tónlistinn, l'11º più venduto dell'anno e certificato platino; l'LP ha generato quattro nomination all'Íslensku tónlistarverðlaunin, guadagnandosi due vittorie.
Nel maggio 2024 viene presentato 1000 orð, disco collaborativo con Bríet, nonché secondo progetto al numero uno del rapper. È stato riconosciuto con l'ÍSTÓN all'album hip hop o elettronico dell'anno.
LXS, diffuso nel marzo 2025, ha segnato la sua seconda numero uno e la prima da solista nella Tónlistinn; esso ha anticipato l'uscita del quarto LP Dyrnar, costituito da ventuno tracce e anch'esso numero uno in Islanda. Diciotto dei brani hanno fatto l'entrata nella top 40 simultaneamente; inoltre, LXS è ritornato alla vetta per una terza settimana non consecutiva.

## Discografia

### Album in studio
- 2018 – Matador
- 2021 – Bushido
- 2024 – 1000 orð (con Bríet)
- 2025 – Dyrnar

### EP
- 2019 – Moodboard (con Lil Binni)

### Singoli
- 2017 – Sama tíma
- 2017 – Ekki switcha
- 2017 – Já ég veit (con Herra Hnetusmjör)
- 2017 – Út í geim
- 2018 – Dúfan mín (con Logi Pedro)
- 2018 – OMG (con Floni e Joey Christ)
- 2020 – BRB Freestyle (con Lil Binni)
- 2021 – Spurningar (feat. Páll Óskar)
- 2021 – Racks
- 2021 – F.C.K (feat. Aron Can)
- 2023 – Bakka ekki út (con Aron Can)
- 2023 – 400 mg
- 2024 – Win Win
- 2025 – Hjörtu (con Daniil)
- 2025 – Bleikur Range Rover (con Aronkristinn)
- 2025 – LXS
- 2025 – Englar
- 2025 – Far
- 2025 – SOS (con Alaska1867)

### Collaborazioni
- 2017 – Joey Cypher (Joey Christ feat. Herra Hnetusmjör, Aron Can & Birnir)
- 2017 – Tveggja sæta (Geisha Cartel feat. Birnir)
- 2018 – Lágmúlinn (Emmsjé Gauti feat. Birnir)
- 2018 – Dimma (Bleache feat. Prince Fendi & Birnir)
- 2020 – Vandamál (Emmsjé Gauti feat. Birnir)
- 2020 – I Don't Care (La Melo feat. Bussines & Birnir)